# The Unspeakable Chilly Gonzales
Albums de Chilly Gonzales
Ivory Tower
(2010) Solo Piano II
(2012)
The Unspeakable Chilly Gonzales est le huitième album de l'artiste canadien Chilly Gonzales, sorti le 20 juin 2011. Cet album est produit et composé par Chilly Gonzales et son frère, le compositeur de musique de films Christophe Beck. Cet album serait le premier album de rap orchestré.

## Développement
The Unspeakable Chilly Gonzales est un album aux influences rap très marquées. Les chansons offrent à travers leur flot de textes des remarques et critiques à propos de l'industrie du rap, le tout sur un fond de musiques symphoniques proches de films hollywoodiens.
C'est lors des sessions d'enregistrement de cet album que Chilly Gonzales rencontre le quatuor Kaiser Quartett. À l'époque, Chilly Gonzales composait et les arrangements nécessaires à l'orchestre étaient effectués par un arrangeur. Gonzales a voulu que ce soient ses arrangements que l'on écoute et s'est alors mis à apprendre pendant deux ans à écrire pour un quatuor à cordes. Pour cela il échangeait avec le Kaiser Quartett, ce qui a certainement abouti à l'album Chambers.

## Liste des pistes
| 1.    | Supervillain Music           | 3:15 |
| 2.    | Self Portrait                | 3:37 |
| 3.    | Party in my Mind             | 3:22 |
| 4.    | Different Kind of Prostitute | 2:35 |
| 5.    | Rap Race                     | 1:58 |
| 6.    | Beans                        | 3:29 |
| 7.    | Bongo Monologue              | 3:05 |
| 8.    | Who Wants to Hear This?      | 2:41 |
| 9.    | Shut Up and Play the Piano   | 3:36 |
| 27:38 |                              |      |

| Édition spéciale | Édition spéciale             | Édition spéciale | Édition spéciale | Édition spéciale | Édition spéciale | Édition spéciale | Édition spéciale | Édition spéciale | Édition spéciale |
| No               | Titre                        | Durée            |                  |                  |                  |                  |                  |                  |                  |
| ---------------- | ---------------------------- | ---------------- | ---------------- | ---------------- | ---------------- | ---------------- | ---------------- | ---------------- | ---------------- |
| 10.              | Different Kind of Prostitute | 2:36             |                  |                  |                  |                  |                  |                  |                  |
| 11.              | Self Portrait                | 3:38             |                  |                  |                  |                  |                  |                  |                  |
| 12.              | Beans                        | 3:31             |                  |                  |                  |                  |                  |                  |                  |
| 13.              | Who Wants to Hear This?      | 2:43             |                  |                  |                  |                  |                  |                  |                  |
| 40:06            |                              |                  |                  |                  |                  |                  |                  |                  |                  |